# Концеба
Концеба (укр. Концеба) — село, относится к Савранскому району Одесской области Украины.
Население по переписи 2001 года составляло 2229 человек. Почтовый индекс — 66213. Телефонный код — 4865. Занимает площадь 7,75 км². Код КОАТУУ — 5124382001.

## Известные уроженцы
- Гербинский, Павел Яковлевич — Герой Советского Союза.